# もしも命が描けたら
「もしも命が描けたら」は、日本の音楽ユニットYOASOBIの楽曲。配信限定シングルとして2022年8月12日に各種音楽配信サービスにてシングルカットでの配信が開始された。

## 概要
鈴木おさむ作・演出の同名の舞台『もしも命が描けたら』のテーマ曲であり、YOASOBIの2nd EP『THE BOOK 2』の収録曲として各種音楽配信サービスでの配信と、YouTubeでミュージック・ビデオの公開は行われていたが、舞台の初日の1年後となる2022年8月12日に舞台の初演から1年を記念してシングルカットでの配信が開始された。シングルカットされた楽曲のジャケットは、舞台のアートディレクションと楽曲のミュージック・ビデオを手掛けた美術家の清川あさみが担当している。

## テレビ披露
2021年12月30日にTBS系で放送された『第63回 輝く！日本レコード大賞』にて、「怪物」「優しい彗星」と共にフルサイズで披露された。